# Buster Bennett
Buster Bennett (* 19. März 1914 in Pensacola, Florida als James Joseph Bennett; † 3. Juli 1980) in Houston, Texas) war ein US-amerikanischer Blues- und R&B-Musiker (Gesang, Saxophone) und Bandleader.
Buster Bennett, der neben Alt-, Tenor- und Sopransaxophon auch Piano und Kontrabass spielte, trat ab 1930 in Texas auf, arbeitete aber die meiste Zeit seiner professionellen Karriere von 1938 bis 1954 in Chicago. Zunächst spielte er als Sessionmusiker bei Lester Melrose (1938–42) und wirkte bei Schallplattenaufnahmen von Big Bill Broonzy, Yas Yas Girl, Monkey Joe und Washboard Sam mit. Begleitend spielte er bei Sessions mit Jimmie Gordon unter der Leitung von Sammy Price.
Im Jahr 1945 unterzeichnete Bennett einen Drei-Jahres-Vertrag bei Columbia Records; das Label vermarktete ihn als Musiker im Stil Louis Jordans. Zu seinem bekannten Stücken gehörte Leap Frog Blues, Don't Jive Me Baby und Reefer Head Woman (1945). Anfang 1946, während er bei Columbia unter Vertrag war, wirkte er bei Aufnahmen seines Trompeters Charles Gray bei Aufnahmen für das kurzlebige Chicagoer Label Rhumboogie mit. Außerdem spielte er 1946 bei einer Session von Red Saunders für Sultan Records, sowie bei Tom Archia für das Label Aristocrat im Jahr 1947.
Bennetts letzte Session unter eigenem Namen fand im Dezember 1947 für Columbia statt. Er trat dann noch bis 1954 mit eigenem Quartett auf. 1956 verließ er das Musikgeschäft, da er keine Möglichkeit für Aufnahmen erhielt und zog sich nach Texas zurück, wo er den Rest seines Lebens verbrachte. Er starb 1980 in Houston im Alter von 66 Jahren.

## Diskographische Hinweise
- Buster Bennett 1945 - 1947 (Classics)